# نور لشبكة المعلومات
نور لشبكة المعلومات، شركة مساهمة مصرية، مقرها في القاهرة، وهي مزود خدمة الإنترنت الاولي، في شمال أفريقيا، التي تمتلك شبكة الجيل التالي (المعروفة أيضا باسم NGN)، فهي تدمج التقنيات الناقلة المتعددة إلى شبكة ناقلة واحدة، من خلال استخدام تقنية بروتوكول إنترنت.

## الخدمات التي تقدمها الشركة
- خدمة الإنترنت المجاني 07778880 (Dial up)
- خدمة ADSL
- خدمة SDSL
- الشبكة الافتراضية الخاصة (VPN)
- خدمة استضافة المواقع (Web hosting service)
- إنشاء أسماء المجال (Domain name)
- إنشاء بريد اليكتروني

## وصلات خارجية
- الموقع الرسمي